# 殿山駅
殿山駅（とのやまえき）は、茨城県ひたちなか市牛久保二丁目にある、ひたちなか海浜鉄道湊線の駅である。

## 概要
当駅は、ひたちなか市（旧・那珂湊市）に位置し、潮の干満を利用した姥の懐マリンプール、水戸藩主第9代藩主徳川斉昭の選定した水戸八景のひとつである水門帰帆、ひたちなか市役所那珂湊支所、平磯駅と共に水産物加工団地の最寄り駅である。

### 当駅における運行形態
- 上り（那珂湊・勝田方面）
  - 日中は概ね1時間に1-2本の列車（勝田行）が停車、当駅の最終列車は隣駅の那珂湊行である[2]。
- 下り（阿字ヶ浦方面）
  - 日中は上り同様、概ねに1時間に1-2本の列車が停車する[2]。

## 歴史
- 1928年（昭和3年）7月17日：湊鉄道の駅として開業。
- 1944年（昭和19年）8月1日：交通統合により、茨城交通の駅となる。
- 1996年（平成8年）9月17日：土休日と夏季期間を除いて、昼間帯のみ駅員が配置される。
- 2008年（平成20年）4月1日：茨城交通が湊線をひたちなか海浜鉄道に移管。ひたちなか海浜鉄道の駅となる。
- 2010年（平成22年）5月14日：この日の営業を最後に駅員の常駐が廃止され、再び駅員無配置駅となる。

## 駅構造
単式ホーム1面1線を有する地上駅で無人駅。駅周辺は起伏が激しく、住宅地より低い谷間にある。列車接近ベル（電鈴）が設置されていたが、現在は動作しない。なお、同駅のホーム部分の上屋と一体となったベンチは、廃止された茨城交通水浜線馬口労町入口停留所からの転用とされている。
開業から長らく駅員無配置駅であったが、1996年（平成8年）9月から、通学・通勤時間帯は駅員が配置（夏季は駅員が阿字ヶ浦駅の業務を行うため無人）されていた。しかし、2010年（平成22年）5月14日の営業を最後に駅員の配置が廃止され、再び駅員無配置駅となった。

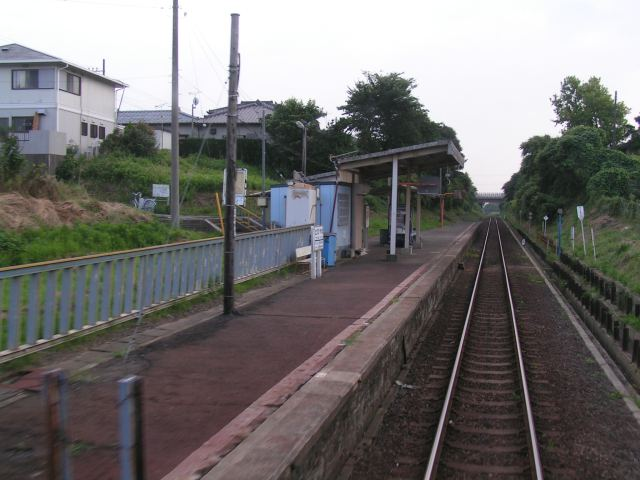
ホーム（2005年8月）
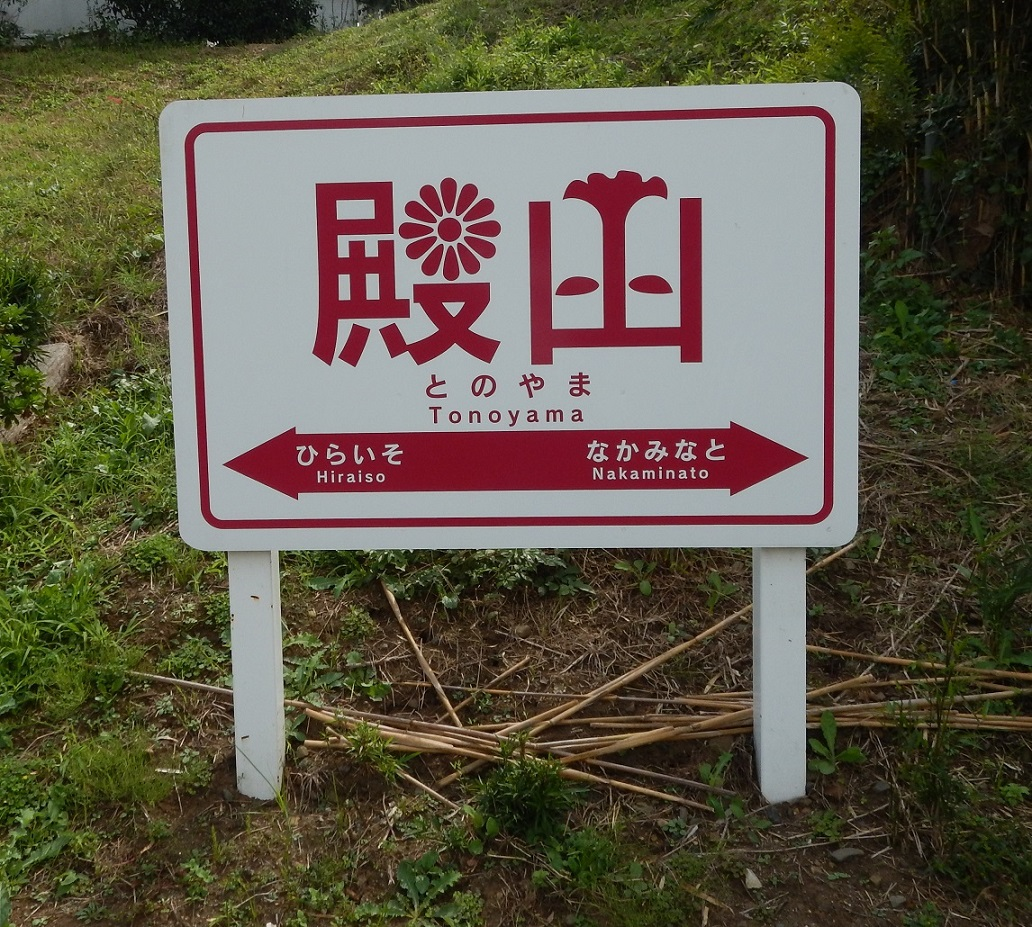
駅名標

## 利用状況
- 殿山駅の利用状況の変遷を下表[3]に示す。
  - 輸送実績（乗車人員）の単位は人であり、年度での総計値を示す。年度間の比較に適したデータである。
  - 表中、最高値を赤色で、最高値を記録した年度以降の最低値を青色で、最高値を記録した年度以前の最低値を緑色で表記している。

| 年 度              | 当駅分輸送実績（乗車人員）：人／年度 | 当駅分輸送実績（乗車人員）：人／年度 | 当駅分輸送実績（乗車人員）：人／年度 | 当駅分輸送実績（乗車人員）：人／年度 | 特 記 事 項 |
| ------------------ | ------------------------------------ | ------------------------------------ | ------------------------------------ | ------------------------------------ | ----------- |
| 年 度              | 通勤定期                             | 通学定期                             | 定期外                               | 合 計                                | 特 記 事 項 |
| 2000年（平成12年） |                                      |                                      |                                      | 88,535                               |             |
| 2001年（平成13年） |                                      |                                      |                                      | 92,248                               |             |
| 2002年（平成14年） |                                      |                                      |                                      | 91,376                               |             |
| 2003年（平成15年） |                                      |                                      |                                      | 82,468                               |             |
| 2004年（平成16年） |                                      |                                      |                                      | 80,962                               |             |
| 2005年（平成17年） |                                      |                                      |                                      | 71,434                               |             |
| 2006年（平成18年） |                                      |                                      |                                      | 62,228                               |             |
| 2007年（平成19年） |                                      |                                      |                                      | 55,177                               |             |
| 2008年（平成20年） |                                      |                                      |                                      | 60,183                               |             |
| 2009年（平成21年） |                                      |                                      |                                      | 54,385                               |             |
| 2010年（平成22年） |                                      |                                      |                                      | 48,545                               |             |
| 2011年（平成23年） |                                      |                                      |                                      | 41,358                               |             |
| 2012年（平成24年） |                                      |                                      |                                      | 48,257                               |             |
| 2013年（平成25年） |                                      |                                      |                                      | 51,465                               |             |
| 2014年（平成26年） |                                      |                                      |                                      | 57,670                               |             |
| 2015年（平成27年） |                                      |                                      |                                      | 60,590                               |             |
| 2016年（平成28年） |                                      |                                      |                                      | 58,765                               |             |
| 2017年（平成29年） |                                      |                                      |                                      | 61,274                               |             |
| 2018年（平成30年） |                                      |                                      |                                      | 61,685                               |             |
| 2019年（令和元年） |                                      |                                      |                                      | 51,100                               |             |

## 駅周辺
- ひたちなか市役所那珂湊支所（旧・那珂湊市役所）
- ひたちなか市立那珂湊中学校
- ひたちなか市立那珂湊第二小学校
- 殿山簡易郵便局

## 隣の駅
ひたちなか海浜鉄道
■湊線
那珂湊駅 - 殿山駅 - 平磯駅